# Microcalicha seitzi
Microcalicha seitzi là một loài bướm đêm trong họ Geometridae.